# Zorya Louhansk
Pour les articles homonymes, voir Louhansk (homonymie).
Maillots
Actualités
Le Futbolny Klub Zorya Louhansk (en ukrainien : Футбольний Клуб Зоря Луганськ), plus couramment abrégé en Zorya Louhansk, est un club ukrainien de football fondé en 1923 et basé dans la ville de Louhansk.

## Histoire

### Historique des noms
- 1923 : fondation du club sous le nom de Metallist (Металлист), à Louhansk
- 1938 : le club devient SK Dzerjinets (Дзержинец) alors que la ville a pris le nom de Vorochilovgrad (du nom de Kliment Vorochilov)
- 1948 : le club est renommé Troudovye reservy (Трудовые резервы)
- 1958 : la ville reprend son nom originel de Louhansk
- 1964 : le club prend le nom de SK Zarya Lougansk
- 1970 : la ville est de nouveau renommée Vorochilovgrad et le club Zarya Vorochilovgrad
- 1990 : la ville reprend son nom actuel, Louhansk, et, par la même occasion, on parle désormais du FK Zarya-MALS Louhansk

### Historique des Logos

Ancien logo du Zarya Lougansk (1964)
Logo du Zarya Vorochilovgrad
Logo du Zarya Louhansk jusqu'en 2010

## Bilan sportif

### Palmarès
| Période ukrainienne                                                                                          | Période soviétique |
| - Coupe d'Ukraine : - Finaliste : 2015-16 et 2020-21. - Championnat d'Ukraine D2 (1) : - Champion : 2005-06. | - Championnat d'Union soviétique (1) : - Champion : 1972. - Coupe d'Union soviétique : - Finaliste : 1974 et 1975. - Championnat de la RSS d'Ukraine (3) : - Champion : 1938, 1962 et 1986. |

### Classements en championnat
La frise ci-dessous résume les classements successifs du club en championnat d'Union soviétique.
La frise ci-dessous résume les classements successifs du club en championnat d'Ukraine.

### Bilan par saison
Légende
- Vainqueur de la compétition
- Vice-champion ou finaliste de la compétition
- Troisième de la compétition
- Promu en division supérieure
- Relégué en division inférieure

| Saison    | Championnat | Championnat | Championnat | Championnat | Championnat | Championnat | Championnat | Championnat | Championnat | Championnat | Coupe d'Ukraine       |
| Saison    | Division    | Pos         | Pts         | J           | V           | N           | D           | BP          | BC          | Diff        | Coupe d'Ukraine       |
| --------- | ----------- | ----------- | ----------- | ----------- | ----------- | ----------- | ----------- | ----------- | ----------- | ----------- | --------------------- |
| 1992      | 1re         | 12e         | 17          | 18          | 6           | 5           | 7           | 23          | 23          | 0           | Seizièmes de finale   |
| 1992-1993 | 1re         | 15e         | 24          | 30          | 10          | 4           | 16          | 26          | 46          | -20         | Huitièmes de finale   |
| 1993-1994 | 1re         | 14e         | 26          | 34          | 10          | 6           | 18          | 24          | 46          | -22         | Huitièmes de finale   |
| 1994-1995 | 1re         | 16e         | 35          | 34          | 10          | 5           | 19          | 35          | 70          | -35         | Seizièmes de finale   |
| 1995-1996 | 1re         | 18e         | 16          | 34          | 4           | 4           | 26          | 16          | 80          | -64         | Seizièmes de finale   |
| 1996-1997 | 2e          | 20e         | 39          | 42          | 11          | 6           | 25          | 43          | 84          | -41         | 32es de finale        |
| 1997-1998 | 2e          | 19e         | 53          | 46          | 16          | 5           | 25          | 58          | 84          | -26         | 32es de finale        |
| 1998-1999 | 3e Groupe 5 | 2e          | 56          | 26          | 18          | 2           | 6           | 55          | 17          | +38         | 32es de finale        |
| 1999-2000 | 3e Groupe 5 | 3e          | 53          | 26          | 17          | 2           | 7           | 42          | 21          | +21         | Huitièmes de finale Q |
| 2000-2001 | 3e Groupe 5 | 5e          | 50          | 30          | 15          | 5           | 10          | 49          | 35          | +14         | Huitièmes de finale Q |
| 2001-2002 | 3e Groupe 5 | 9e          | 51          | 34          | 15          | 6           | 13          | 61          | 51          | +10         | 256es de finale       |
| 2002-2003 | 3e Groupe 5 | 1er         | 71          | 28          | 23          | 2           | 3           | 62          | 17          | +45         | 32es de finale        |
| 2003-2004 | 2e          | 15e         | 37          | 34          | 8           | 13          | 13          | 28          | 42          | -14         | Seizièmes de finale   |
| 2004-2005 | 2e          | 3e          | 66          | 34          | 19          | 9           | 6           | 54          | 21          | +33         | Seizièmes de finale   |
| 2005-2006 | 2e          | 1er         | 87          | 34          | 27          | 6           | 1           | 74          | 13          | +61         | 32es de finale        |
| 2006-2007 | 1re         | 11e         | 34          | 30          | 9           | 7           | 14          | 23          | 43          | -20         | Seizièmes de finale   |
| 2007-2008 | 1re         | 11e         | 34          | 30          | 9           | 4           | 17          | 24          | 43          | -19         | Seizièmes de finale   |
| 2008-2009 | 1re         | 13e         | 31          | 30          | 8           | 7           | 15          | 29          | 45          | -16         | Huitièmes de finale   |
| 2009-2010 | 1re         | 13e         | 28          | 30          | 7           | 7           | 16          | 23          | 47          | -24         | Seizièmes de finale   |
| 2010-2011 | 1re         | 12e         | 30          | 30          | 7           | 9           | 14          | 28          | 40          | -12         | Quarts de finale      |
| 2011-2012 | 1re         | 13e         | 26          | 30          | 6           | 8           | 16          | 34          | 58          | -24         | Quarts de finale      |
| 2012-2013 | 1re         | 10e         | 37          | 30          | 10          | 7           | 13          | 32          | 43          | -11         | Seizièmes de finale   |
| 2013-2014 | 1re         | 7e          | 42          | 28          | 11          | 9           | 8           | 35          | 30          | +5          | Seizièmes de finale   |
| 2014-2015 | 1re         | 4e          | 42          | 26          | 13          | 6           | 7           | 40          | 31          | +9          | Huitièmes de finale   |
| 2015-2016 | 1re         | 4e          | 48          | 26          | 14          | 6           | 6           | 51          | 26          | +25         | Finale                |
| 2016-2017 | 1re         | 3e          | 54          | 32          | 16          | 6           | 10          | 45          | 31          | +14         | Huitièmes de finale   |
| 2017-2018 | 1re         | 4e          | 43          | 32          | 11          | 10          | 11          | 44          | 44          | 0           | Huitièmes de finale   |
| 2018-2019 | 1re         | 5e          | 43          | 32          | 11          | 10          | 11          | 39          | 34          | +5          | Demi-finales          |
| 2019-2020 | 1re         | 3e          | 58          | 32          | 17          | 7           | 8           | 50          | 29          | +21         | Huitièmes de finale   |
| 2020-2021 | 1re         | 3e          | 50          | 26          | 15          | 5           | 6           | 44          | 22          | +22         | Finale                |
| 2021-2022 | 1re         | 4e          | 36          | 18          | 11          | 3           | 4           | 37          | 19          | +18         | Annulée               |
| 2022-2023 | 1re         | 3e          | 67          | 30          | 21          | 4           | 5           | 64          | 31          | +33         | —                     |
| 2023-2024 | 1re         | 10e         | 32          | 30          | 7           | 11          | 12          | 29          | 37          | -8          | Quarts de finale      |
| 2024-2025 | 1re         |             |             |             |             |             |             |             |             |             |                       |

### Bilan européen
Légende
- Victoire ou qualification pour le tour suivant
- Match nul
- Défaite ou élimination de la compétition

Note : dans les résultats ci-dessous, le score du club est toujours donné en premier.
| Saison                                         | Compétition                                    | Tour                                           | Club                                           | Domicile                                       | Extérieur                                      | Total                                          |
| Représentant de l'Union soviétique (1973-1991) | Représentant de l'Union soviétique (1973-1991) | Représentant de l'Union soviétique (1973-1991) | Représentant de l'Union soviétique (1973-1991) | Représentant de l'Union soviétique (1973-1991) | Représentant de l'Union soviétique (1973-1991) | Représentant de l'Union soviétique (1973-1991) |
| ---------------------------------------------- | ---------------------------------------------- | ---------------------------------------------- | ---------------------------------------------- | ---------------------------------------------- | ---------------------------------------------- | ---------------------------------------------- |
| 1973-1974                                      | Coupe des clubs champions                      | Premier tour                                   | APOEL Nicosie                                  | 2 - 0                                          | 1 - 0                                          | 3 - 0                                          |
| 1973-1974                                      | Coupe des clubs champions                      | Deuxième tour                                  | Spartak Trnava                                 | 0 - 1                                          | 0 - 0                                          | 0 - 1                                          |
| Représentant de l'Ukraine (depuis 1992)        |                                                |                                                |                                                |                                                |                                                |                                                |
| 2014-2015                                      | Ligue Europa                                   | Deuxième tour Q                                | KF Laç                                         | 2 - 1                                          | 3 - 0                                          | 5 - 1                                          |
| 2014-2015                                      | Ligue Europa                                   | Troisième tour Q                               | Molde FK                                       | 1 - 1                                          | 2 - 1                                          | 3 - 2                                          |
| 2014-2015                                      | Ligue Europa                                   | Barrages Q                                     | Feyenoord Rotterdam                            | 1 - 1                                          | 3 - 4                                          | 4 - 5                                          |
| 2015-2016                                      | Ligue Europa                                   | Troisième tour Q                               | Sporting de Charleroi                          | 3 - 0                                          | 2 - 0                                          | 5 - 0                                          |
| 2015-2016                                      | Ligue Europa                                   | Barrages Q                                     | Legia Varsovie                                 | 0 - 1                                          | 2 - 3                                          | 2 - 4                                          |
| 2016-2017                                      | Ligue Europa                                   | Groupe A                                       | Manchester United                              | 0 - 2                                          | 0 - 1                                          | Quatrième                                      |
| 2016-2017                                      | Ligue Europa                                   | Groupe A                                       | Fenerbahçe SK                                  | 1 - 1                                          | 0 - 2                                          | Quatrième                                      |
| 2016-2017                                      | Ligue Europa                                   | Groupe A                                       | Feyenoord Rotterdam                            | 1 - 1                                          | 0 - 1                                          | Quatrième                                      |
| 2017-2018                                      | Ligue Europa                                   | Groupe J                                       | Athletic Bilbao                                | 0 - 2                                          | 1 - 0                                          | Troisième                                      |
| 2017-2018                                      | Ligue Europa                                   | Groupe J                                       | Hertha Berlin                                  | 2 - 1                                          | 0 - 2                                          | Troisième                                      |
| 2017-2018                                      | Ligue Europa                                   | Groupe J                                       | Östersunds FK                                  | 0 - 2                                          | 0 - 2                                          | Troisième                                      |
| 2018-2019                                      | Ligue Europa                                   | Troisième tour Q                               | Sporting Braga                                 | 1 - 1                                          | 2 - 2                                          | 3E - 3                                         |
| 2018-2019                                      | Ligue Europa                                   | Barrages Q                                     | RB Leipzig                                     | 0 - 0                                          | 2 - 3                                          | 2 - 3                                          |
| 2019-2020                                      | Ligue Europa                                   | Deuxième tour Q                                | Budućnost Podgorica                            | 1 - 0                                          | 3 - 1                                          | 4 - 1                                          |
| 2019-2020                                      | Ligue Europa                                   | Troisième tour Q                               | CSKA Sofia                                     | 1 - 0                                          | 1 - 1                                          | 2 - 1                                          |
| 2019-2020                                      | Ligue Europa                                   | Barrages Q                                     | Espanyol Barcelone                             | 2 - 2                                          | 1 - 3                                          | 3 - 5                                          |
| 2020-2021                                      | Ligue Europa                                   | Groupe G                                       | SC Braga                                       | 1 - 2                                          | 0 - 2                                          | Troisième                                      |
| 2020-2021                                      | Ligue Europa                                   | Groupe G                                       | Leicester City                                 | 1 - 0                                          | 0 - 3                                          | Troisième                                      |
| 2020-2021                                      | Ligue Europa                                   | Groupe G                                       | AEK Athènes                                    | 1 - 4                                          | 3 - 0                                          | Troisième                                      |
| 2021-2022                                      | Ligue Europa                                   | Barrages Q                                     | Rapid Vienne                                   | 2 - 3                                          | 0 - 3                                          | 2 - 6                                          |
| 2021-2022                                      | Ligue Europa Conférence                        | Groupe C                                       | AS Rome                                        | 0 - 3                                          | 0 - 4                                          | Troisième                                      |
| 2021-2022                                      | Ligue Europa Conférence                        | Groupe C                                       | CSKA Sofia                                     | 2 - 0                                          | 1 - 0                                          | Troisième                                      |
| 2021-2022                                      | Ligue Europa Conférence                        | Groupe C                                       | FK Bodø/Glimt                                  | 1 - 1                                          | 1 - 3                                          | Troisième                                      |
| 2022-2023                                      | Ligue Europa Conférence                        | Troisième tour Q                               | Universitatea Craiova                          | 1 - 0                                          | 0 - 3                                          | 1 - 3                                          |
| 2023-2024                                      | Ligue Europa                                   | Barrages Q                                     | Slavia Prague                                  | 2 - 1                                          | 0 - 2                                          | 2 - 3                                          |
| 2023-2024                                      | Ligue Europa Conférence                        | Groupe B                                       | KAA La Gantoise                                | 1 - 1                                          | 1 - 4                                          | Troisième                                      |
| 2023-2024                                      | Ligue Europa Conférence                        | Groupe B                                       | Maccabi Tel-Aviv                               | 1 - 3                                          | 2 - 3                                          | Troisième                                      |
| 2023-2024                                      | Ligue Europa Conférence                        | Groupe B                                       | Breiðablik Kópavogur                           | 4 - 0                                          | 1 - 0                                          | Troisième                                      |

## Effectif professionnel actuel
Le premier tableau liste l'effectif professionnel du Zorya Louhansk pour la saison 2024-2025. Le second recense les prêts effectués par le club lors de cette même saison.
En grisé, les sélections de joueurs internationaux chez les jeunes mais n'ayant jamais été appelés aux échelons supérieurs une fois l'âge-limite dépassé ou les joueurs ayant pris leur retraite internationale.

## Personnalités du club

### Présidents
Le tableau suivant présente la liste des présidents du club depuis 1989.
| Rang | Nom                 | Période   |
| ---- | ------------------- | --------- |
| 1    | Oleksiy Vintoun     | 1989-1990 |
| 2    | I. Shyrokyi         | 1990      |
| 3    | O. Lyakhov          | 1990      |
| 4    | Yuriy Koniayev      | 1990-1992 |
| 5    | Volodymyr Tarasenko | 1992-1996 |

| Rang | Nom               | Période   |
| ---- | ----------------- | --------- |
| 6    | Dmytro Makarenko  | 1996-2001 |
| 7    | Volodymyr Makarov | 2001-2002 |
| 8    | Yuriy Sevastianov | 2002-2005 |
| 9    | Valeriy Chpitchka | 2005-2007 |
| 10   | Valeriy Boukayev  | 2007-2009 |

| Rang | Nom               | Période |
| ---- | ----------------- | ------- |
| 11   | Oleksandr Yehorov | 2009    |
| 12   | Manolis Pilavov   | 2009    |
| 13   | Yevhen Heller     | 2009-   |

### Entraîneurs
La liste suivante présente les différents entraîneurs connus du club.
- Ivan Kladko (janvier 1936-décembre 1939)
- Aleksandr Abramov (janvier 1957-juillet 1957)
- Alekseï Vodiaguine (juillet 1957-décembre 1959)
- Mikhaïl Antonevitch (janvier 1960-juillet 1960)
- Hryhoriy Balaba (août 1960-décembre 1961)
- German Zonine (janvier 1962-mai 1964)
- Oleksandr Alpatov (août 1964-décembre 1964)
- Konstantin Beskov (janvier 1965-décembre 1965)
- Yevgeny Goryansky (janvier 1966-décembre 1967)
- Viktor Goureïev (ru) (janvier 1968-septembre 1969)
- German Zonine (octobre 1969-décembre 1972)
- Vsevolod Blinkov (janvier 1973-juillet 1974)
- Yevgeny Pestov (juillet 1974-décembre 1974)
- Yuriy Zakharov (janvier 1975-décembre 1975)
- Yevgeny Pestov (janvier 1976-décembre 1976)
- József Szabó (janvier 1977-décembre 1977)
- Yuriy Zakharov (janvier 1978-décembre 1979)
- Vadym Dobyza (janvier 1980-décembre 1981)
- Yuriy Rachtchoupkine (janvier 1982-décembre 1983)
- Oleh Bazilevich (janvier 1984-décembre 1984)
- Oleksandr Zhuravlyov (janvier 1985-décembre 1985)
- Vadym Dobyza (décembre 1985-juillet 1988)
- Anatoli Baïdatchny (août 1988-décembre 1989)
- Viktor Nosov (janvier 1990-août 1990)
- Anatoliy Kuksov (août 1990-juin 1993)
- Anatoliy Chakoune (juin 1993-mars 1994)
- Volodymyr Kobzarev (mars 1994-décembre 1994)
- Yuriy Sevastyanov (janvier 1995-mars 1995)
- Anatoliy Korshykov (mars 1995-avril 1995)
- Oleksandr Zhuravlyov (avril 1995-octobre 1995)
- Anatoliy Korshykov (octobre 1995-novembre 1995)
- Viktor Aristov (janvier 1996-juin 1996)
- Anatoliy Kuksov (août 1996-novembre 1996)
- Oleksandr Chakoune (mars 1997-novembre 1997)
- Vadym Dobyza (mars 1998-juillet 1998)
- Oleksandr Chakoune (intérim) (août 1998)
- Vadym Dobyza (août 1998-avril 2000)
- Iouri Ieliseïev (avril 2000-novembre 2000)
- Serhiy Pohodin (mars 2001-novembre 2001)
- Iouri Ieliseïev (mars 2002-juin 2002)
- Volodymyr Kobzarev (juillet 2002-juillet 2003)
- Oleksiy Chystyakov (août 2003-septembre 2003)
- Yuriy Sevastyanov (intérim) (septembre 2003)
- Oleksandr Dovbiy (septembre 2003-juin 2004)
- Yuriy Koval (juillet 2004-août 2006)
- Yuriy Malyhine (intérim) (août 2006)
- Volodymyr Bezsonov (août 2006-novembre 2006)
- Yuriy Malyhine (intérim) (novembre 2006-janvier 2007)
- Oleksandr Kosevytch (janvier 2007-mars 2008)
- Anatoliy Volobuyev (mars 2008-mai 2009)
- Yuriy Dudnyk (intérim) (mai 2009-septembre 2009)
- Yuriy Koval (septembre 2009-décembre 2009)
- Anatoliy Tchantsev (janvier  2010-novembre 2011)
- Yuriy Vernydub (novembre 2011-mai 2019)
- Viktor Skripnik (juin 2019-juillet 2022)
- Patrick Van Leeuwen (juillet 2022-juin 2023)
- Nenad Lalatovic (juillet 2023-août 2023)
- Valeriy Kryventsov (sep. 2023-nov. 2023)
- Yuriy Koval (nov. 2023-août 2024)
- Mladen Bartulović (août 2024-juin 2025)
- Viktor Skripnik (depuis juin 2025)

### Joueurs

#### Joueurs emblématiques
La liste suivante présente des joueurs dont le passage au club est considéré comme notable,.
- Volodymyr Abramov (uk) (1966-1977)
- Sergueï Andreïev (1973-1977)
- Ihor Balaba (1960-1968)
- Volodymyr Beloussov (uk) (1971-1976, 1973-1975)
- Anatoli Chakoun (uk) (1966-1971, 1973-1975)
- Serhiy Chkliar (uk) (1965-1968, 1969-1971)
- Mykhaylo Forkash (en) (1970-1974, 1976)
- Igor Gamula (en) (1978-1979, 1982-1984)
- Valeri Haloustov (1959-1968)
- Vladyslav Hloukhariov (1958-1961, 1965-1968)
- Oleksandr Houlevsky (uk) (1957-1961)
- Iouri Ieliseïev (1970-1977)
- Aleksandr Ignatenko (en) (1969-1974, 1976-1982)
- Sergueï Iouran (1985-1987)
- Oleksandr Jouravliov (en) (1967-1979)
- Vladimir Onischenko (1971-1973)
- Leonid Kliouïev (uk) (1964-1968, 1974-1975)
- Volodymyr Kobzarev (en) (1977-1979, 1984-1989)
- Oleksandr Kotenko (1958-1965)
- Anatoli Kuksov (1966-1985)
- Serhiy Kuznetsov (en) (1970-1974)
- Viktor Kuznetsov (en) (1968-1979)
- Volodymyr Malyhin (en) (1970-1981)
- Serhiy Morozov (en) (1971-1973)
- Mykola Pinchuk (en) (1968-1978)
- Iouri Rabotchy (uk) (1975-1983)
- Iouri Rachtchoupkine (1964-1970)
- Viatcheslav Semionov (1969-1972, 1976-1977)
- Anatoliy Shulzhenko (en) (1967-1973)
- Fedir Soroka (ru) (1985-1987)
- Oleksandr Sorokalet (en) (1976-1979, 1984-1985)
- Volodymyr Starkov (uk) (1971-1973)
- Viktor Stoultchyne (uk) (1973-1977, 1980-1982)
- Vitali Tarasenko (uk) (1982-1990)
- Oleksandr Tkatchenko (en) (1967-1978, 1981-1987)
- Yuri Vasenin (en) (1970-1976)
- Oleh Volotyok (en) (1984-1986, 1989-1991)
- Yuriy Yaroshenko (en) (1982-1990)
- Vasyl Yevseyev (en) (1980-1982)
- Oleksandr Zavarov (1977-1979, 1982)
- Vasyl Baranov (en) (1996-2003)
- Volodymyr Bedny (uk) (1985, 1990-1994)
- Maksym Bilyi (en) (2011-2015, 2019-)
- Pylyp Budkivskyi (2014-2016, 2019)
- Ihor Chaykovskyi (en) (2010, 2012-2017, 2019-)
- Ihor Fokine (uk) (1985-1986, 1989-1994)
- Ilya Galiuza (en) (1996-2000, 2012-2013)
- Artem Hordiyenko (en) (2008-2018)
- Tymerlan Huseynov (1985-1986, 1989-1990, 1992-1993)
- Mykyta Kamenyuka (en) (2004-2007, 2008-)
- Oleksandr Karavayev (2014-2016, 2017-2019)
- Dmytro Khomchenovsky (2011-2015, 2018-)
- Oleksi Korobtchenko (uk) (1989-1996)
- Iouri Kolesnykov (uk) (1977-1988, 1990-1993)
- Hennadi Lytvynov (1981, 1985-1986, 1988, 1991-1994)
- Oleksandr Malychenko (uk) (1977-1980, 1982-1985, 1988-1991, 1996-1997)
- Volodymyr Mykytyn (en) (1991-1996, 2003-2004)
- Andriy Nikitin (en) (1990-1995, 2007)
- Ivan Petryak (en) (2011-2017)
- Oleksandr Sevidov (1990-1993)
- Oleh Shelayev (1993-1996)
- Mykyta Shevchenko (2013-2016, 2019-)
- Hryhoriy Yarmash (2011-2017)
- Serhiy Yarmolych (en) (1984-1990, 1992, 1994, 1995)
- Toni Šunjić (2012-2014)
- Jaba Lipartia (2011-2017)
- Željko Ljubenović (en) (2012-2018)

## Galerie

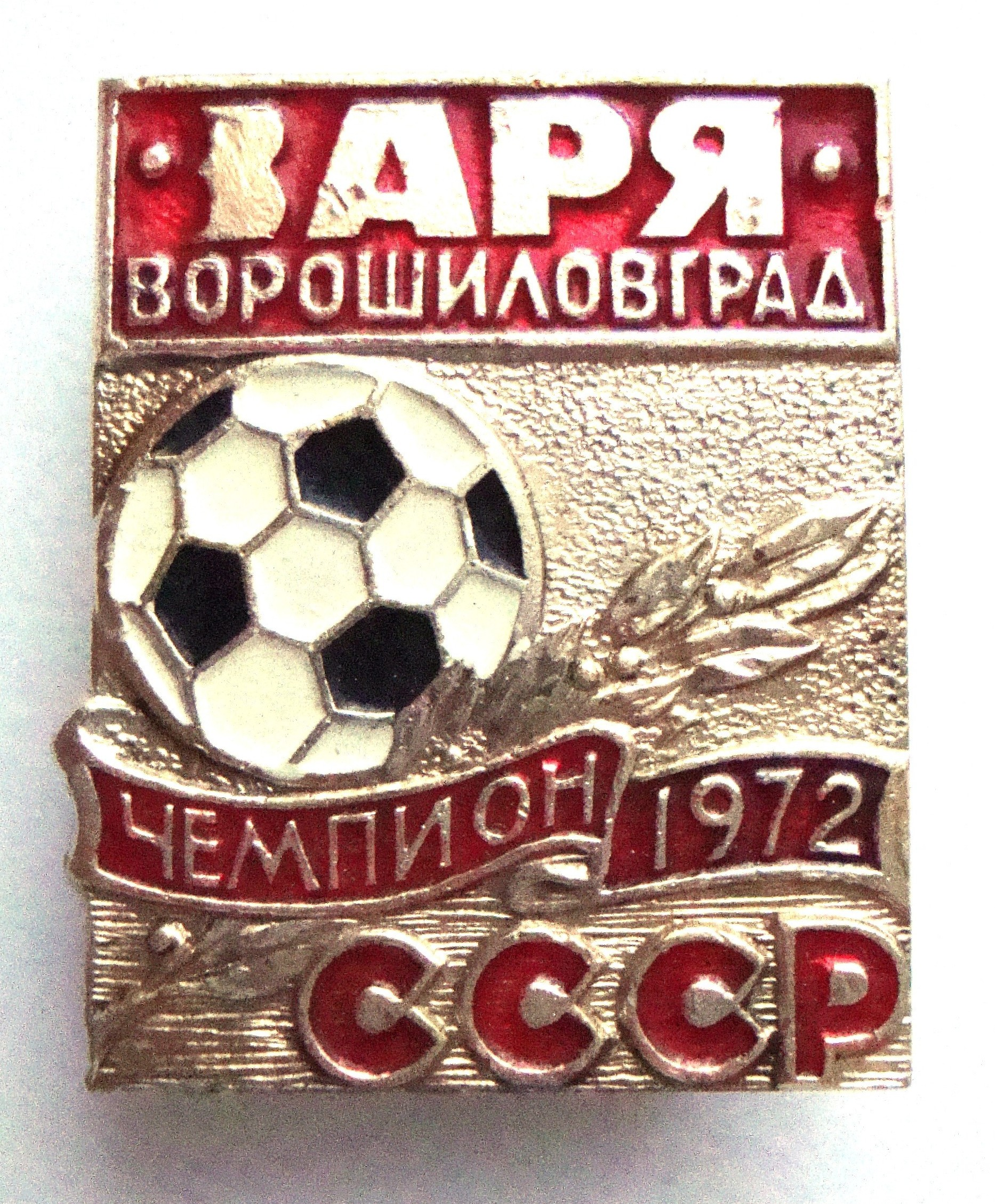
Badge commémorant le titre de champion de 1972